# Samy Mmaee
Samy Mmaee (8 september 1996) is een Belgisch voetballer van Marokkaanse en Kameroense afkomst. Hij speelt doorgaans als verdediger. Hij is een broer van voetballers Ryan Mmaee, Jacky Mmaee en Camil Mmaee.

## Carrière
Samy Mmaee werd in België geboren als de zoon van een Kameroense vader en een Marokkaanse moeder. Hij speelde bij de jeugd van AA Gent, dat hij net als zijn jongere broer Ryan Mmaee en ploeggenoot Achraf Achaoui in 2013 inruilde voor Standard Luik. Een jaar later maakte de 18-jarige Mmaee zijn officiële debuut voor de Luikse club. In het openingsduel van het seizoen 2014/15, tegen Sporting Charleroi, mocht hij van trainer Guy Luzon na 88 minuten invallen voor Igor De Camargo.
In juli 2017 werd Mmaee voor één seizoen uitgeleend aan MVV Maastricht uit de Eerste divisie. MVV bedong geen aankoopoptie, waardoor de verdediger op het einde van het seizoen terugkeerde naar Sclessin, ondanks het feit dat hij dat seizoen een vaste waarde was geweest bij de Maastrichters. Standard nam kort daarop toch afscheid van Mmaee: in juni 2018 ondertekende hij een contract van drie seizoenen met optie bij Sint-Truidense VV.
Ondanks een aardige seizoensvoorbereiding kwam Mmaee aanvankelijk niet aan spelen toe bij STVV. Zijn geduld werd uiteindelijk beloond: op 26 januari 2019 kreeg hij een basisplaats in de competitiewedstrijd tegen Cercle Brugge. Mmaee klokte in zijn debuutseizoen bij STVV uiteindelijk af op zeven competitiewedstrijden (drie in de reguliere competitie en vier in Play-off 2). Waar Mmaee in zijn beginperiode bij STVV nog geregeld op een foutje te betrappen viel, werd hij in zijn tweede seizoen een betrouwbaardere pion achterin.
In oktober 2020 leek Mmaee, die op dat moment nog geen minuut gemist had in het seizoen 2020/21, op weg naar de Franse eersteklasser AS Saint-Étienne. Het kwam uiteindelijk niet tot een transfer. In februari 2021 ging hij naar het Hongaarse Ferencvárosi TC.

## Clubstatistieken
| Seizoen | Club              | Competitie        | Competitie | Competitie | Beker | Beker | Supercup | Supercup | Europees | Europees | Totaal | Totaal |
| Seizoen | Club              | Competitie        | Wed.       | Dlp.       | Wed.  | Dlp.  | Wed.     | Dlp.     | Wed.     | Dlp.     | Wed.   | Dlp.   |
| ------- | ----------------- | ----------------- | ---------- | ---------- | ----- | ----- | -------- | -------- | -------- | -------- | ------ | ------ |
| 2014/15 | Standard Luik     | Eerste klasse     | 4          | 0          | 0     | 0     | —        | —        | 0        | 0        | 4      | 0      |
| 2015/16 | Standard Luik     | Eerste klasse     | 4          | 0          | 0     | 0     | —        | —        | 0        | 0        | 4      | 0      |
| 2016/17 | Standard Luik     | Eerste klasse     | 1          | 0          | 0     | 0     | 0        | 0        | 0        | 0        | 1      | 0      |
| 2017/18 | → MVV Maastricht  | Eerste divisie    | 29         | 3          | 1     | 2     | —        | —        | —        | —        | 30     | 5      |
| 2018/19 | Sint-Truidense VV | Eerste klasse A   | 7          | 0          | 0     | 0     | —        | —        | —        | —        | 7      | 0      |
| 2019/20 | Sint-Truidense VV | Eerste klasse A   | 22         | 0          | 2     | 0     | —        | —        | —        | —        | 24     | 0      |
| 2020/21 | Sint-Truidense VV | Eerste klasse A   | 11         | 0          | 0     | 0     | —        | —        | —        | —        | 11     | 0      |
| 2020/21 | Ferencváros       | Nemzeti Bajnokság | 9          | 0          | 1     | 0     | —        | —        | —        | —        | 10     | 0      |
| 2021/22 | Ferencváros       | Nemzeti Bajnokság | 6          | 0          | 0     | 0     | —        | —        | 7        | 0        | 13     | 0      |
| TOTAAL  | TOTAAL            | TOTAAL            | 93         | 3          | 4     | 2     | 0        | 0        | 7        | 0        | 104    | 5      |

## Interlandcarrière
Mmaee speelde negen jeugdinterlands voor België: vier voor België –19 en vijf voor België –21. Op 9 oktober 2020 maakte hij zijn debuut voor Marokko in een vriendschappelijke interland tegen Senegal. Mmaee kreeg in zijn debuutinterland een basisplaats van bondscoach Vahid Halilhodžić en werd na 69 minuten gewisseld voor Achraf Bencharki.

### Interlands
| Interlands van Samy Mmaee        | Interlands van Samy Mmaee        | Interlands van Samy Mmaee        | Interlands van Samy Mmaee        | Interlands van Samy Mmaee        | Interlands van Samy Mmaee        | Interlands van Samy Mmaee        |
| No.                              | Datum                            | Wedstrijd                        | Uitslag                          | Soort Wedstrijd                  | Doelpunten                       |                                  |
| Als speler bij Sint-Truidense VV | Als speler bij Sint-Truidense VV | Als speler bij Sint-Truidense VV | Als speler bij Sint-Truidense VV | Als speler bij Sint-Truidense VV | Als speler bij Sint-Truidense VV | Als speler bij Sint-Truidense VV |
| -------------------------------- | -------------------------------- | -------------------------------- | -------------------------------- | -------------------------------- | -------------------------------- | -------------------------------- |
| 1.                               | 9 oktober 2020                   | Marokko – Senegal                | 3 – 1                            | Vriendschappelijk                | -                                |                                  |
| Totaal                           | Totaal                           | Totaal                           | Totaal                           | Totaal                           | 0                                |                                  |

Bijgewerkt tot 12 oktober 2020

## Erelijst
Standard Luik - Beker van België 2016
 Ferencvárosi TC - Nemzeti Bajnokság'  2020, 2021